# Moana Delle

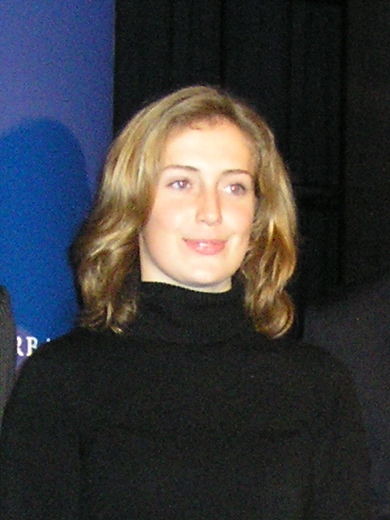
Moana Delle (2007)

Moana Delle (* 7. März 1989 in Münster) ist eine deutsche Windsurferin.

## Leben und Karriere
Moana Delle wuchs in Delecke, Soest und Kiel auf. In Kiel besuchte sie das Hebbel-Gymnasium (Abitur 2008) sowie das Sportinternat und war die erste Schülerin des Internats. Bis 2012 studierte sie Geografie an der Universität Kiel, beendete das Studium jedoch ohne Abschluss. Die Kielerin begann 1998 mit dem Windsurfen und tritt für den Segelklub Bayer-Uerdingen an. Delle war schon als Juniorin sehr erfolgreich. 2004 gewann sie die Bronze- 2005 die Silbermedaille bei den Juniorenweltmeisterschaften, 2007 gewann sie erneut Silber sowie den Titel der ISAF. 2006 und 2008 wurde sie deutsche Juniorenmeisterin.
Erstmals bei den Frauen ging Delle schon als 15-Jährige 2005 bei den Weltmeisterschaften auf dem Gardasee an den Start und wurde 37. Es dauerte drei Jahre, bis sie erneut bei Senioren-Weltmeisterschaften startete und vor Weymouth und der Isle of Portland den 21. Rang belegte. Zudem gewann sie 2009 die Kieler Woche in ihrer Bootsklasse. Recht erfolgreich wurde das Jahr 2010. Delle wurde bei den Europameisterschaften in Sopot Fünfte und bei den Weltmeisterschaften in Kerteminde Achte. Bei der Kieler Woche 2011 belegte sie Rang drei. Ein 14. Rang bei den Weltmeisterschaften 2011 in Perth bedeuteten die Qualifikation für die Olympischen Sommerspiele 2012 in London. Vor den Spielen wurde Delle bei den Weltmeisterschaften vor Cádiz 12. Zudem gewann sie in Frankreich ein Weltcup-Rennen.
2008 und 2009 war Delle Deutsche Meisterin.
2014 beendete Delle ihre Leistungssportkarriere.
2015 erwarb sie einen (Bachelor-)Abschluss im Fach Bau- und Umweltingenieurwesen an der Leibniz Universität Hannover. Anschließend studierte sie an der Technischen Universität Hamburg-Harburg im Fach Bauingenieurwesen mit Schwerpunkt Wasserbau.